# 莫·希斯拉克
莫里斯·“莫”·希斯拉克（Morris "Moe" Szyslak，/ˈsɪzlæk/），常被称作“老莫”，是美国动画情景喜剧《辛普森一家》中的一名虚构的常设角色。老莫是春田镇的一间酒吧「老莫酒吧」的经营者及服务生。巴尼·冈布尔、霍默·辛普森、卡尔·卡尔森和伦尼·伦纳德等人是他的酒馆的常客。

## 特点
阴险、自私、好色、说谎和喜欢背叛是莫的缺点。老莫在几个剧集中表现出对玛琦·辛普森的不轨企图，甚至还做了精心策划。他为了钱居然让霍默·辛普森和职业拳击手同台竞技，全不顾霍默的死活。他的酒吧卫生条件极差，甚至出过人命。而他宁愿通过贿赂来让酒吧得过且过，也不肯花力气整顿。他先后背叛过霍默和莉萨·辛普森。
可能因为这些缺点，老莫生活在孤独里，常常尝试自杀（尤其是圣诞期间），但总是失败。

老莫在感情生活上也不得意，他似乎更相信财富和英俊相貌才是男人找到伴侣的本钱，而对自己的品行不加检讨。其实他约会过的女士往往并不在意莫的丑陋相貌。

老莫偶尔也会表现出一些优点，如在第8季第3集的前半段的一个场景中，老莫给受到流氓围攻的霍默解围。在片尾他又良心发现，使霍默免于弗雷德里克·泰顿的毒手。20季16集里，老莫对一个身材奇短的姑娘发生感情，毫不介意对方的生理缺陷。为了维系自己和对方的关系，他甚至决定把自己变成侏儒。14季22集里，老莫对玛吉·辛普森表现出了关怀和爱护。
2014年老莫的名字在FOX台灣頻道配音版改為莫少蔥。

## 信息来源
1. ↑  如16季2集
2. 1 2  16季7集
3. ↑  第8季第3集
4. ↑  10季9集
5. ↑  3季10集；18季6集
6. ↑  21季11集；11季9集
7. ↑  11季16集；9季16集